# Bengt Fahlkvist
Bengt Fahlqvist (15 aprile 1922 – Katrineholm, 7 marzo 2004) è stato un lottatore svedese, specializzato nella lotta libera.

## Palmarès

### Olimpiadi
- Bronzo a Londra 1948 nei pesi medio-massimi.

### Europei
- Oro a Stoccolma 1946 nei pesi medio-massimi.